# Campyloneurum phyllitidis
La calaguala de Venezuela (Campyloneurum phyllitidis) es una especie de helecho perteneciente a la familia Polypodiaceae. Se encuentra en Sudamérica.

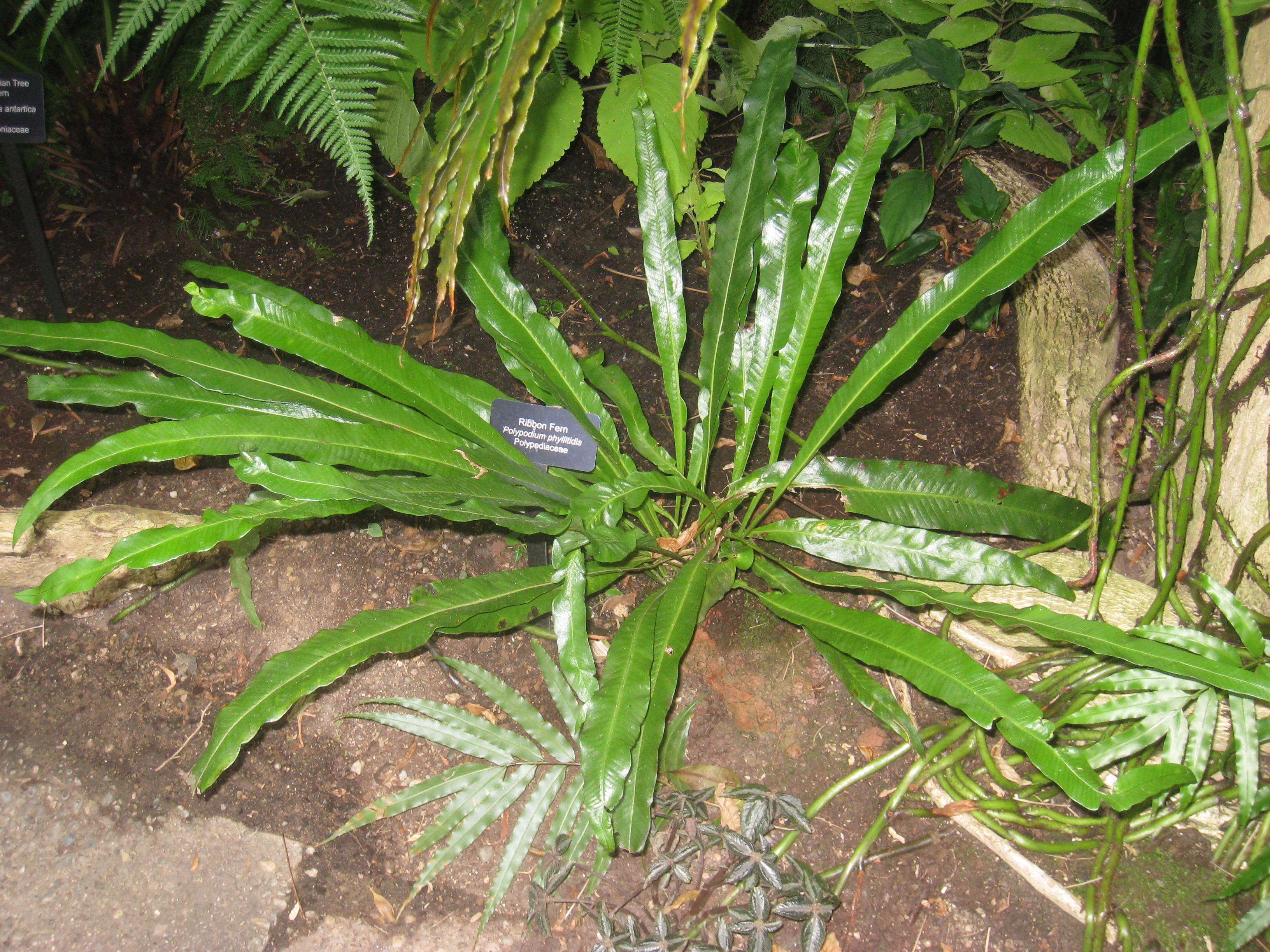
Vista de la planta

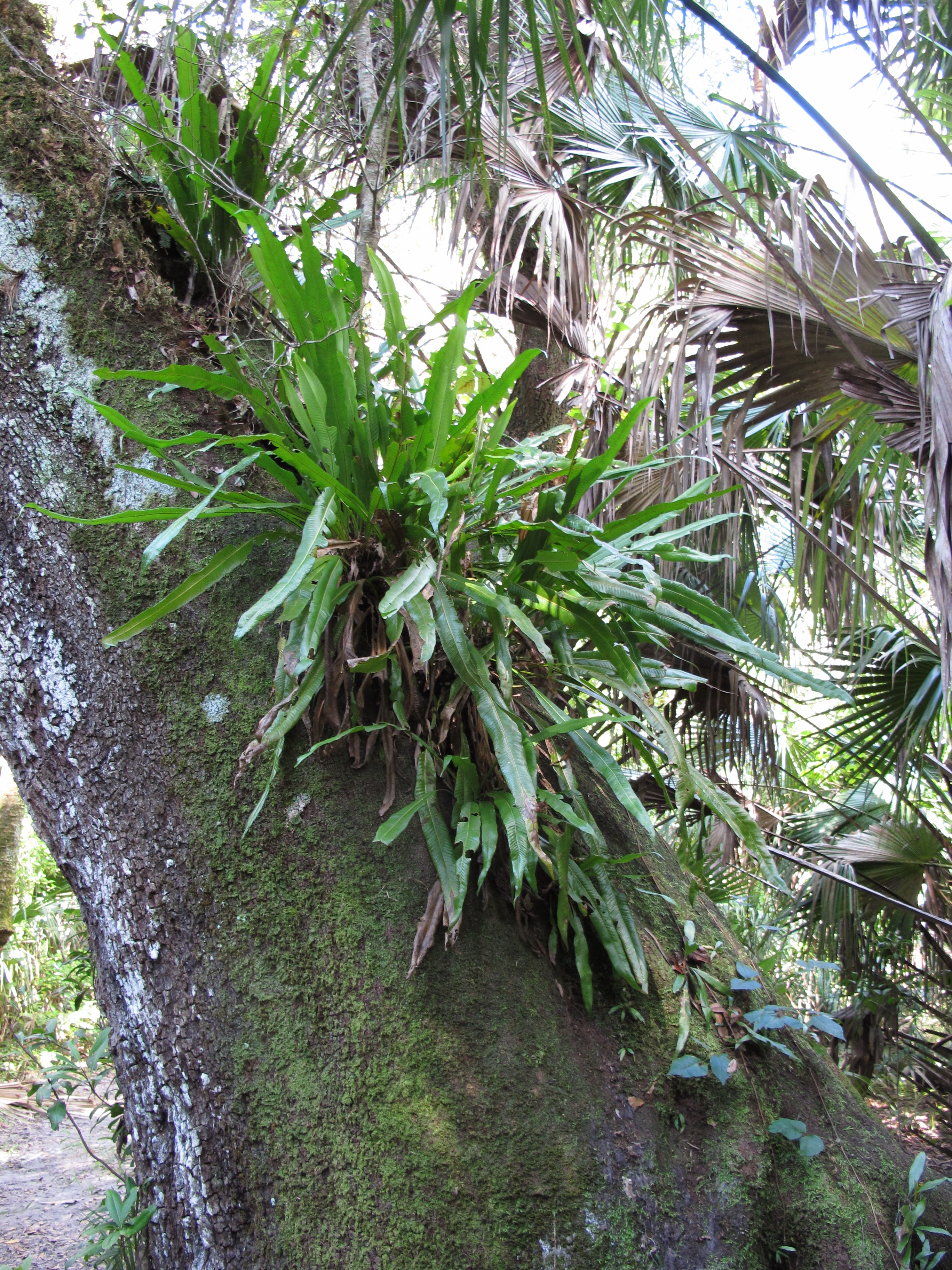
Vista de la planta

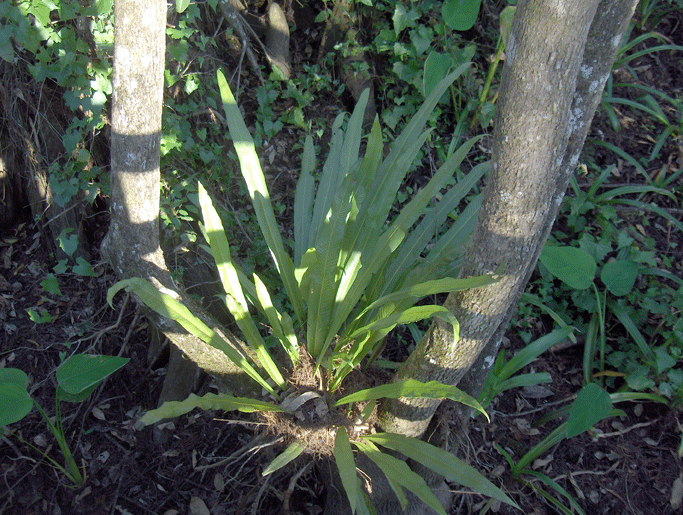
En su hábitat

## Descripción
Son plantas de hábitos epífitas o terrestres; con rizoma cortamente rastrero, con algunas escamas deltado-lanceoladas, hasta 5 mm de largo, sublustrosas; hojas más o menos agrupadas; pecíolo casi obsoleto, el tejido laminar decurrente hasta la base, articulado, pajizo a café; lámina angostamente elíptica a ampliamente oblanceolada, hasta 80 cm de largo y 6–12 cm de ancho, costa evidentemente visible sobre ambas superficies, base decurrente, ápice agudo, a veces cortamente acuminado, glabra; nervios claramente visibles en ambas superficies, formando 7–16 (–18) hileras de aréolas entre la costa y el margen.

## Distribución y hábitat
Se encuentra en los bosques húmedos y pluvioselvas; a una altitud de 0–1400 m; desde Florida hasta Bolivia y Brasil, las Bahamas, las Antillas. 

## Características
Caracteres relacionados con la venación han sido usados regularmente para separar esta especie de Campyloneurum brevifolium a la cual se asemeja bastante. Sin embargo, Lellinger (1988) señala que especímenes de Centro y Sudamérica muestran un inconstante patrón de venación lo que hace indispensable estudios más detallados que arrojen pruebas más contundentes que separen las dos especies. En las hojas maduras, C. phyllitidis generalmente presenta 2 hileras de soros entre los nervios principales, en tanto que C. brevifolium a menudo posee 1 o 2 hileras adicionales de soros entre los nervios principales, pero desafortunadamente este carácter es también variable.

## Taxonomía
Campyloneurum phyllitidis fue descrita por  (L.) C.Presl y publicado en Tentamen Pteridographiae 190. 1836.
Sinonimia
- Campyloneurum costatum (Kunze) C. Presl
- Campyloneurum immersum J. Sm.
- Campyloneurum phyllitidis var. costatum (Kunze) Farw.
- Cyrtophlebium costatum (Kunze) J. Sm.
- Cyrtophlebium phyllitidis (L.) J. Sm.
- Polypodium comosum L.
- Polypodium conjugatum Poir.
- Polypodium costatum Kunze
- Polypodium gladiatum Vell.
- Polypodium levigatum var. rigidum Harr.
- Polypodium parallelinerve Desv.[4]